# Pierre Eugène Lesguillon
Pour les articles homonymes, voir Lesguillon.
Pierre Eugène Lesguillon, né le 28 octobre 1811 à Gien (Loiret) et mort le 23 décembre 1880 à Paris, est un homme politique français.

## Biographie
Avocat à Blois, il est nommé procureur à Blois après le 4 septembre 1870. Il est député de Loir-et-Cher de 1873 à 1880, siégeant au groupe de la Gauche républicaine. Il est l'un des 363 qui refusent la confiance au gouvernement de Broglie, le 16 mai 1877.

## Sources
- « Pierre Eugène Lesguillon », dans Adolphe Robert et Gaston Cougny, Dictionnaire des parlementaires français, Edgar Bourloton, 1889-1891 [détail de l’édition]